# Darkened Nocturn Slaughtercult
Darkened Nocturn Slaughtercult — немецкая блэк-метал-группа из Дормагена. Считается, что они исполняют тру-блэк-метал, и в этом качестве у них в 2006 году взяли интервью на франко-германском телеканале Arte.
Свой первый концерт в США они отыграли в мае 2010 года.

## Участники

### Текущий состав
- Onielar (Yvonne Wilczynska) — вокал, гитара
- Velnias (Sven Galinsky) — гитара
- Horrn (Michael Pelkowsky)  — ударные
- Adversarius (Tobias Lachmann) — бас-гитара

## Дискография
- The Pest Called Humanity (Демо, 1999)
- Follow the Calls for Battle (2001)
- Underneath Stars of the East / Emptyness (Сплит, 2003)
- Nocturnal March (2004)
- Hora Nocturna (2006)
- Evoking A Decade (Collectors Edition, double mCD,2008)
- Saldorian Spell (2009)
- Necrovision (2012)
- Mardom (2019)